# Michael Symes
Ne doit pas être confondu avec Michel Cymes.
Pour les articles ayant des titres homophones, voir Syme et Cyme.
Michael Symes (Dublin, 1761-La Corogne, 22 janvier 1809) est un officier, diplomate et homme politique britannique.

## Biographie
Il fait des études au Trinity College, à Dublin en Irlande, puis entre dans l'armée de la Compagnie britannique des Indes orientales en 1787 et sert en Inde dès 1788. 
Lieutenant (1786), aide de camp (1791) puis Capitaine (1793), en 1795, il est membre d'une mission diplomatique en Birmanie, avec Francis Buchanan-Hamilton, dont le but est de convaincre le roi de cesser toute relation commerciale avec la France. Durant le voyage, il en profite pour dresser la première carte du fleuve Irrawaddy et rédige un journal de voyage. 
Lieutenant-colonel (1800), élu membre de la Royal Society (1800), en 1802-1803, il est à la tête d'une nouvelle expédition diplomatique en Birmanie. Dans le rapport qui s'ensuit il est le premier occidental à décrire le sit-tu-yin, analogue birman des échecs.
Député de Carlow (1806) puis d'Heytesbury (1807), il trouve la mort en 1809 dans la Bataille de La Corogne, lors de la campagne d'Espagne.

## Œuvres
- An Account of an Embassy to the Kingdom of Ava sent by the Governal-General of India in 1795, 1800
- Son Journal a été publié en 1955.